# Valtteri Filppula
Valtteri Filppula (Vantaa, 20 marzo 1984) è un hockeista su ghiaccio finlandese.
In campo internazionale, con la nazionale finlandese, ha conquistato nel 2010 il bronzo olimpico, e nel 2022 l'oro olimpico e quello mondiale. Dal 2022 è membro del Triple Gold Club.

## Palmarès

### Club
- Stanley Cup: 1

Detroit Red Wings: 2008
- Campionato svizzero: 1

Ginevra-Servette: 2022-2023

### Nazionale

#### Giochi olimpici invernali
- Bronzo a Vancouver 2010
- Oro a Pechino 2022

#### Campionati mondiali
- Oro a Finlandia 2022

#### Campionati mondiali Juniores
- Bronzo a Canada 2003
- Bronzo a Finlandia 2004